# Örnnebulosan

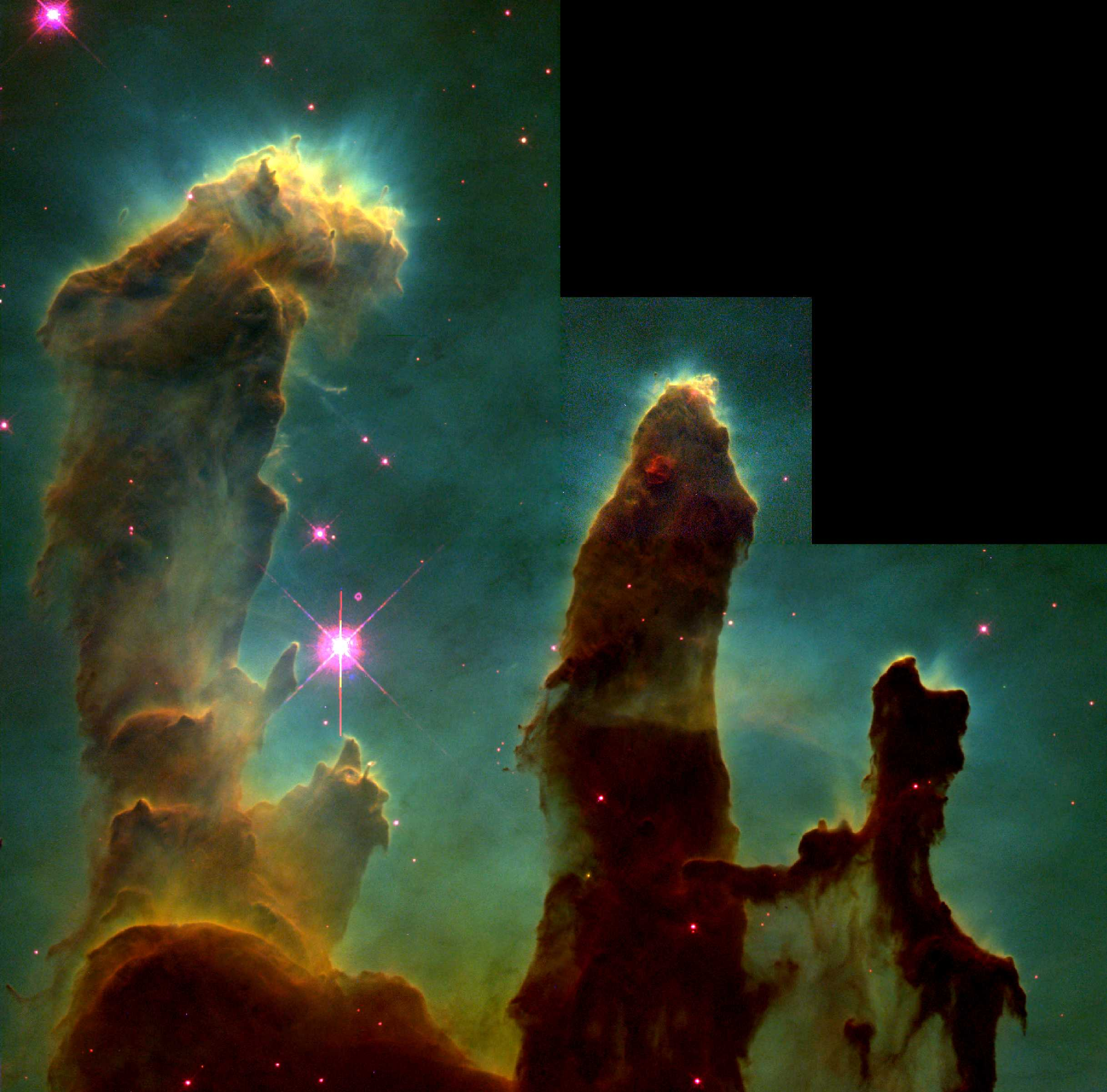
Bild av Örnnebulosan tagen med Rymdteleskopet Hubble

Örnnebulosan (katalogiserad som Messier 16 eller M16 , och som NGC 6611, och även känd som Star Queen Nebula and The Spire) är en ung öppen stjärnhop med stjärnor i stjärnbilden Ormen, upptäckt av Jean-Philippe de Chéseaux 1745– 46. Både "Örn" och "Star Queen" hänvisar till visuella intryck av den mörka silhuetten nära mitten av nebulosan, ett område som är berömt som "Pillars of creation" avbildat av Hubble Space Telescope. Nebulosan innehåller flera aktiva stjärnbildande gas- och stoftregioner, inklusive de ovannämnda ”skapelsepelarna”.

## Egenskaper
Örnnebulosan är en del av en diffus emissionsnebulosa, eller H II-regionen, som är katalogiserad som IC 4703. Denna region med aktiv nuvarande stjärnbildning befinner sig på ungefär 7 000 ljusårs avstånd från jorden. Ett gasspira som kan ses utgå från nebulosan i den nordöstra delen är ca 9,5 ljusår eller ca 90 biljoner kilometer lång.
Stjärnhopen som är förenad med nebulosan har ungefär 8 100 stjärnor, som huvudsakligen är koncentrerade i ett gap i molekylmolnet nordväst om pelarna. Den ljusaste stjärnan (HD 168076) har en skenbar magnitud på +8,24, lätt synlig med god kikare. Den är faktiskt en dubbelstjärna som består av en O3.5V-stjärna plus en O7.5 V-följeslagare. Denna stjärna har en massa av ca 80 solmassor och en ljusstyrka upp till 1 miljon gånger solens. Stjärnhopens ålder har uppskattats till 1–2 miljoner år.
De beskrivande namnen återspeglar intryck av formen på den centrala pelaren som stiger upp från sydost till det centrala lysande området. Namnet "Star Queen Nebula" introducerades av Robert Burnham, Jr. , vilket återspeglar hans karaktärisering av den centrala pelaren som Star Queen visar i silhuetten.

## Området ”Skapelsepelarna”
Bilder tagna av Jeff Hester och Paul Scowen med hjälp av Hubble Space Telescope 1995 förbättrade avsevärt den vetenskapliga förståelsen för processerna i nebulosan. Ett av dessa fotografier blev känd som "Skapelspelarna" och visar en stor stjärnregion. Regionens pelarstruktur liknar den i en mycket större stjärnbildningsregion i Själnebulosan i Cassiopeia, avbildad med Spitzer Space Telescope 2005 och karakteriserad som "Pillars of Star Creation" eller "Pillars of Star Formation". Dessa kolumner - som liknar stalagmiter som sticker upp från golvet i en grotta - består av interstellär vätgas och stoft, som fungerar som inkubatorer för nya stjärnor. Inuti kolumnerna och på deras yta har astronomer hittat knutar eller kulor av tätare gas, kallad EGGs ("Evaporating Gaseous Globules"). Stjärnor bildas i några av dessa EGG:er. Röntgenbilder från Chandra-observatoriet jämfört med Hubbles "Pelar"-bild har visat att röntgenstrålning (från unga stjärnor) inte sammanfaller med pelarna, utan uppträder istället som slumpmässiga prickar i området.
Bevis från Spitzer-teleskopet antydde ursprungligen att pelarna i M16 redan kan ha förstörts av en supernovaexplosion. Varm gas som observerades av Spitzer 2007 antydde att området stördes av en supernova som exploderade för ca 8 000 till 9 000 år sedan. På grund av avståndet från nebulosan skulle ljuset från supernova ha nått jorden för mellan 1 000 och 2 000 år sedan. Den långsammare chockvågen från supernovan skulle ha tagit några tusen år att röra sig genom nebulosan och skulle ha blåst bort de känsliga pelarna. År 2014 avbildades emellertid pelarna en andra gång av Hubbleteleskopet, både i synligt ljus och i infrarött ljus. De nya bilderna med 20 års mellanrum gav en ny, detaljerad redogörelse för avdunstningshastigheten inom pelarna. Senare upptäcktes att det faktiskt inte fanns någon supernovaexplosion inom dem, och det beräknas att de kommer att finnas i ytterligare minst 100 000 år.